# Ärmighorn
Ärmighorn är en bergstopp i Schweiz. Den ligger i distriktet Frutigen-Niedersimmental och kantonen Bern, i den centrala delen av landet. Toppen på Ärmighorn är 2 742 meter över havet.
Den högsta punkten i närheten är Blümlisalphorn, 3 664 meter över havet, 7,4 km sydost om Ärmighorn.
Trakten runt Ärmighorn består i huvudsak av kala bergstoppar och gräsmarker.